# 尚書大伝
『尚書大伝』（しょうしょたいでん）は、『尚書』を解釈した書籍。作者・執筆時期は完全に明らかにはされていない。現在見られるのは輯佚本だけで、皮錫瑞が作成したものが最良である。

## 成立
『尚書大伝』は旧題では前漢の伏勝（伏生）の著作とされ、一般には彼の学生である張生と欧陽生が彼の学説に沿って作成したものであるとされている。紀元前1世紀頃に作られ、今文学派の著作に属している。本書の内容の多くは『尚書』から各種の奇譚や怪談を引き出すものであり、学者によってはこの書を漢代の讖緯の学の影響を受けたものであるとする。『四庫提要』はこれを緯書の一種であるとして『尚書』の分類の末尾に附している。
『漢書』芸文志の尚書の分類には「伝四十一篇」とあり、作者は明言していない。『隋書』経籍志には「尚書大伝三巻鄭玄注」とあるが、これも作者を明言しない。『晋書』五行志は「文帝の時に、伏生が『大伝』を作った」と書かれている。おそらく、宋代にはすでに部分的にしか伝わっておらず、明代には完全に散佚した。

## 鄭玄注
『後漢書』鄭玄伝には、鄭玄注『尚書大伝』の記録がある。『四庫提要』は、『玉海』が引く『中興館閣書目』を引用して以下のように述べている。
鄭玄注も唐代の後に失われ、清代になって輯佚された。